# والسینی
والسینی (به ایتالیایی: Valsinni) یک کومونه در ایتالیا است که در استان ماترا واقع شده‌است.

## خصوصیات
والسینی ۳۱ کیلومترمربع مساحت و ۱٬۷۰۸ نفر جمعیت دارد و ۲۵۰ متر بالاتر از سطح دریا واقع شده‌است.